# Celly Campello
Celly Campello   (São Paulo, 18 de juny de 1942 - Campinas, 4 de març de 2003) va ser una cantant i intèrpret brasilera, pionera del rock al Brasil. També va actuar a la telenovela Estúpido Cupido.

## Biografia
Campello va néixer a São Paulo i es va criar a Taubaté. Va començar la seva carrera molt jove, actuant en programes de ràdio locals quan tenia sis anys. Va estudiar piano, guitarra clàssica i ballet durant la seva infància.
Campello va presentar el seu propi programa de ràdio quan tenia dotze anys, a Rádio Cacique. El 1958 va gravar el seu primer vinil a São Paulo juntament amb el seu germà Tony Campello que la va acompanyar durant la major part de la seva carrera. El seu debut a la televisió va ser al Campeões do Disco de TV Tupi, el 1958. El 1959 ella i Tony van presentar Celly e Tony em Hi-Fi, a Rede Record, fins al 1961.
El seu èxit va començar el 1959 amb el senzill Estúpido Cupido, la versió brasilera de Stupid Cupido. Aquell mateix any va estrenar-se al llargmetratge d'Amácio Mazzaropi, Jeca Tatu. Altres cançons de Campello van ser Lacinhos Cor de Rosa, Billy i Banho de Lua (versió de Tintarella di Luna de Mina).
Campello va retirar-se l'any 1962 i es va traslladar a Campinas. Es va casar amb José Eduardo Gomes Chacon, i va tenir dos fills. El 1975 Campello va tenir un breu retorn, presentant-se amb el seu germà Tony al festival Hollywood Rock de Rio de Janeiro. El 1976 va fer un cameo a la telenovela Estúpido Cupido de TV Globo, amb la seva música a la banda sonora.
Campello va morir el 4 de març de 2003 d'un càncer de mama, a Campinas.
Celly Campello va ser interpretada per l'actriu brasilera Marianna Alexandre a la pel·lícula biogràfica de 2022 Um Broto Legal.

## Discografia
| Odeon - 1959: Come Rock With Me - 1960: Broto Certinho - 1960: A Bonequinha que Canta - 1961: A Graça de Celly Campello e as Músicas de Paul Anka - 1961: Brotinho Encantador - 1962: Os Grandes Sucessos de Celly Campello - 1968: Celly - 1973: Anos 60 | RCA Victor - 1976: Celly Campello - 1981: Disco de Ouro |

## Filmografia
- 1960: Zé do Periquito
- 1960: Jeca Tatu com a cantant a la piscina
- 1975: Ritmo Alucinante (Documental) com ella mateixa
- 1977: Estúpido Cupido (Sèrie de TV) com ella mateixa